# Anomala pulchripes
Anomala pulchripes är en skalbaggsart som beskrevs av Lansberge 1879. Anomala pulchripes ingår i släktet Anomala och familjen Rutelidae. Inga underarter finns listade i Catalogue of Life.